# Райли Опелка
Райли Опелка (на английски: Reilly Opelka) е американски тенисист. 

## Биография
Райли Опелка е роден на 28 август 1997 г. в Сейнт Джоузеф, Мичиган. Премества се в Палм Коуст, Флорида на 4-годишна възраст. Започва редовно да тренира тенис чрез USTA в Бока Ратон на 12 години. Том Гъликсън подпомага за ранното му развитие като тенисист, Гъликсън е познат на баща му от играта на голф. Опелка е близък приятел с тенисиста Тейлър Фриц и е кум на сватбата на Фриц.
Чичо му е водещ на радио ток шоу Майк Опелка. Райли е запален фен, подкрепящ всеки отбор, който носи името Чикаго в себе си - Чикаго Булс (НБА), Чикаго Беърс (НФЛ) и Чикаго Блекхоукс (НХЛ), и отбора на Лацио от Серия А.

## Кариера
Райли Опелка е с височина 6 фута 11 инча (211 см), заедно с Иво Карлович са най-високите играчи в класацията на ATP и може да изпълнява сервизи със скорост над 140 мили в час. Той е класиран като световен номер 17 на сингъл от ATP, което достига на 28 февруари 2022 г., а на двойки като световен номер 89 на 2 август 2021 г. Райли Опелка печели четири титли на ATP на сингъл и една на двойки. Той е шампион на Уимбълдън за юноши.

## Кариерна статистика

### ATP финали (4 титли; 7 финала)
|        | П–З | Година | Турнир                    | Клас         | Настилка   | Опонент          | Резултат                |
| ------ | --- | ------ | ------------------------- | ------------ | ---------- | ---------------- | ----------------------- |
| Победа | 1–0 | 2019   | Ню Йорк Оупън             | 250 серии    | Твърда (з) | Брейдън Шнур     | 6–1, 6–7(7–9), 7–6(9–7) |
| Победа | 2–0 | 2020   | Делрей Бийч Оупън         | 250 серии    | Твърда     | Йошихито Нишиока | 7–5, 6–7(4–7), 6–2      |
| Загуба | 2–1 | 2021   | Канада Оупън              | Мастърс 1000 | Твърда     | Даниил Медведев  | 4–6, 3–6                |
| Победа | 3–1 | 2022   | Далас Оупън               | 250 серии    | Твърда (з) | Дженсън Бруксби  | 7–6(7–5), 7–6(7–3)      |
| Загуба | 3–2 | 2022   | Делрей Бийч Оупън         | 250 серии    | Твърда     | Камерън Нори     | 6–7(1–7), 6–7(4–7)      |
| Победа | 4–2 | 2022   | Ю Ес Менс Клей Корт Чемпс | 250 серии    | Клей       | Джон Иснър       | 6–3, 7–6(9–7)           |
| Загуба | 4–3 | 2025   | Бризбън Интернешънъл      | 250 серии    | Твърда     | Иржи Лехечка     | 1–4 отказва се          |